# Kyra van Genderen
Kyra van Genderen (11 mei 1991) is een Nederlands honkballer, die namens Nederland viermaal deelnam aan het WK dameshonkbal: Venezuela (2010), Canada (2012), Japan (2014) en Zuid-Korea (2016). Gedurende deze gelegenheden eindigde de rechtshandige outfielder met de nationale ploeg op respectievelijk de 10e, 7e, 8e en 9e plaats. Van Genderen speelde tot 2017 in 23 interlands.

## WK 2010
In 2010 in Venezuela maakte van Genderen haar debuut in de wedstrijd tegen Australië als pinchhitter voor Minke Blok, hierbij werd zij uitgevangen door de derde honkvrouw. De wedstrijd werd met 16-3 verloren. In totaal kwam ze tijdens dit WK in 11 slagbeurten met 2 honkslagen tot een slaggemiddelde van .182 en een veldgemiddelde van .833. Haar eerste honkslag voor Oranje was op 21 augustus 2010 in de met 15-5 verloren wedstrijd tegen Zuid-Korea. In totaal kwam ze in 5 wedstrijden in actie, waarvan 3 starts.

## WK 2012
In 2012 in Canada kwam van Genderen in 5 wedstrijden in actie met 2 starts. In haar enige slagbeurt van dit WK kwam zij niet tot een honkslag. In het veld speelde zij foutloos met een gemiddelde van 1.000. Op dit WK werd de eerste overwinning van Oranje een feit. De wedstrijd tegen Cuba werd met 10-8 gewonnen.

## WK 2014
In 2014 in Japan was van Genderen in alle wedstrijden de openingsslagvrouw en vaste waarde in het centerfield. In 6 gespeelde wedstrijden met 6 starts kwam zij tot 2 honkslagen uit 21 slagbeurten, dat resulteerde in een gemiddelde van 0.095. Zij speelde in het veld met 10 acties foutloos. In de wedstrijd tegen USA werd van Genderen tevens ingezet als relieve pitcher. In 1,2 innings kreeg zij 3 hits tegen, werd 1 run gescoord en gooide zij 1 maal 4-wijd en maakte haar veld 1 fout. In totaal betraden 9 speelsters van USA het slagperk en dat resulteerde in een ERA van 4,20.

## WK 2016
In 2016 in Zuid-Korea werd van Genderen in alle wedstrijden ingezet als basisspeelster in het linksveld. Nederland behaalde met 3 overwinningen uit 7 wedstrijden de meeste overwinningen ooit op een WK. Kyra van Genderen behaalde met een slaggemiddelde van 0.214 (3 honkslagen uit 14 slagbeurten) haar beste prestatie ooit. Daarmee werd van Genderen de 5e beste slagvrouw van het Nederlands dameshonkbalteam. In de gewonnen wedstrijd tegen Hong Kong (9-4 overwinning) was buitenvelder Kyra van Genderen (2 uit 3) het meest succesvol. In het veld maakte van Genderen 13 vangballen, wat resulteerde in een foutloos optreden. Tevens was zij betrokken bij het maken van een dubbelspel (vang 7, actie 7-5-2) in de wedstrijd tegen Cuba. 